# 富浦インターチェンジ
富浦インターチェンジ（とみうらインターチェンジ）は、千葉県南房総市富浦町深名にある富津館山道路のインターチェンジである。
現在、富津館山道路の終点となるICである。距離は湾岸市川ICから102km、篠崎ICから105kmの場所に位置する。
尚、千葉県の計画では当ICから南下し、館山・鴨川道路に接続する計画がある。

## 道路
- E14 富津館山道路（24番）
- 国道127号館山バイパス

## 料金所
ブース数：5

### 入口
- ブース数：2
  - ETC専用：1
  - 一般：1

### 出口
- ブース数：3
  - ETC専用：1
  - 一般：2

## 周辺
- 大房岬
- 南房総市役所
- 富浦駅・那古船形駅・館山駅
- 道の駅とみうら
- 「南房総道楽園」　赤尻文化会館・寿司ダイニング・フードピットなどを併設（ヤマトグループ経営）。

## 隣
E14 富津館山道路
(23)鋸南富山IC - 富山PA（事業中）/ハイウェイオアシス富楽里 - (24)富浦IC